# Барни и пријатељи
Барни и пријатељи (енгл. Barney & Friends) америчка је дечија телевизијска серија намењена деци од 1 до 8 година, коју је направио Шерил Лич и продуцент ХИТ Ентертејмента. Премијерно је приказан на ПБС-у 6. априла 1992. године. Серија садржи насловни лик Барни, љубичастог антропоморфни тираносаурус рекс који преноси образовне поруке кроз песме и мале плесне рутине са пријатељским, оптимистичким ставом. Производња нових епизода првобитно је престала 18. септембра 2009. године, иако су понављање серије и даље приказане на бројним станицама ПБС у наредним годинама. Репризирана је на Спроуту од 2005. до 2015. године.